# Черёмушкин (Адыгея)
Черёмушкин (адыг. Черёмушкин) — хутор в Гиагинском районе Республики Адыгея. Входит в Гиагинское сельское поселение.

## География
Хутор расположен в юго-западной части Гиагинского района, на левом берегу реки Малая Медовка. Находится в 14 км к юго-западу от районного центра — станицы Гиагинская и в 28 км к северу от города Майкоп.
Площадь территории хутора составляет — 0,14 км2, на которые приходятся 0,06 % от общей площади сельского поселения.
Ближайшие населённые пункты: Гиагинская на северо-востоке, Келермесская на востоке, Косинов на юге и Гончарка на северо-западе.
Населённый пункт расположен на Закубанской наклонной равнине, в переходной от равнинной в предгорную зоне республики. Средние высоты на территории хутора составляют 167 метров над уровнем моря. Рельеф местности представляет собой в основном предгорные волнистые равнины, с различными холмисто-бугристыми и курганными возвышенностями и с общим уклоном с юго-запада на северо-восток. Долины рек изрезаны балками и понижениями.
Гидрографическая сеть в основном представлена реками Малая Медовка и Медовка, в долине которых расположены различные водоёмы, наиболее крупными из которых являются пруды — Дальний и Новый.
Климат мягкий умеренный, с жарким летом и прохладной зимой. Среднегодовая температура воздуха положительная и составляет около +11,5°С. Среднемесячная температура воздуха в июле достигает +23,0°С. Среднемесячная температура января составляет около 0°С. Среднегодовое количество осадков составляет около 750 мм. Основная часть осадков выпадает в период с мая по июль.

## История
Датой основания хутора считается 1959 год, когда он впервые был отмечен в учётных данных.

## Население
| 2002 | 2010 | 2013 | 2014 | 2015 | 2016 | 2017 |
| ---- | ---- | ---- | ---- | ---- | ---- | ---- |
| 107  | ↘94  | ↘85  | ↗87  | ↗88  | →88  | ↗93  |
| 2018 | 2019 | 2020 | 2021 | 2023 | 2024 |      |
| →93  | →93  | ↗94  | ↘83  | ↗84  | ↘83  |      |

Плотность — 592.86 чел./км2.
Национальный состав
По данным Всероссийской переписи населения 2010 года:
| Народ   | Численность, чел. | Доля от всего населения, % |
| ------- | ----------------- | -------------------------- |
| русские | 90                | 95,7 %                     |
| другие  | 4                 | 4,3 %                      |
| всего   | 94                | 100 %                      |

Мужчины — 49 чел. (52,1 %). Женщины — 45 чел. (47,9 %).

## Инфраструктура
Ближайшие объекты социальной инфраструктуры (школа, детский сад, фельдшерско-акушерский пункт) расположены в центре сельского поселения — станице Гиагинская.

## Улицы
В хуторе всего одна улица — Бригадная.